# Nebulosa de la Pipa
La nebulosa de la Pipa (LDN 1773) es un complejo de nebulosas oscuras visible en la constelación Ofiuco.
Se puede ver sin problemas a simple vista en las noches de verano; se presenta en el cielo como una gran mancha oscura superpuesta a la Vía Láctea, allí donde muestra un alargamiento debido a la presencia del centro galáctico.
El contraste es muy evidente, especialmente en la zona oriental, donde se halla la casa de la Pipa; si la noche es adecuada se puede ver también la "lengüeta", que aparece delgada y alargada a través de occidente. Una observación más detallada nos permitirá apreciar otras de sus características: la parte norte de la nebulosa conecta con otra nebulosa oscura de aspecto filamentoso, que continúa hacia oriente irradiando una zona al norte de Antares; la otra característica es que la nebulosa de la Pipa forma, junto con otra nebulosa oscura al norte y al sur, una gran "X" oscura que casi se sitúa en el centro galáctico.
La nebulosa tiene dos partes principales: La lengüeta con una opacidad de 6 que está compuesta por Barnard 59, 65, 66, y 67 (también conocida como LDN 1773) 300′ x 60′ RA: 17h 21m Dec: −27° 23′; y el cuerpo de la pipa con una opacidad de 5 que está compuesta por Barnard 78 (también conocida como LDN 42) 200′ x 140′ RA: 17h 33m Dec: −26° 30′.
La nebulosa de la Pipa, junto con otras nebulosas ubicadas más al norte, forman una nebulosa oscura llamada nebulosa del Caballo Negro.

## Galería

Esta imagen muestra a Barnard 59, parte de la enorme nube oscura de polvo interestelar llamada nebulosa de la Pipa. (Imagen ESO, Observatorio Europeo del Sur).